# Harp Hill
Der Harp Hill (englisch für Harfenhügel) ist ein abgelegener, markanter und 750 m hoher Hügel im ostantarktischen Viktorialand. Er ragt an der Nordseite der MacDonald Hills in der Asgard Range auf. In der Aufsicht hat er eine dreieckige Grundform mit Felsspornen an der Nordwest- und Südostseite.
Das Advisory Committee on Antarctic Names benannte ihn 1997 deskriptiv, da er in seiner Erscheinung an eine Harfe erinnert.